# Заречная часть Нижнего Новгорода

Районы Заречной части (бледно-желтым цветом).

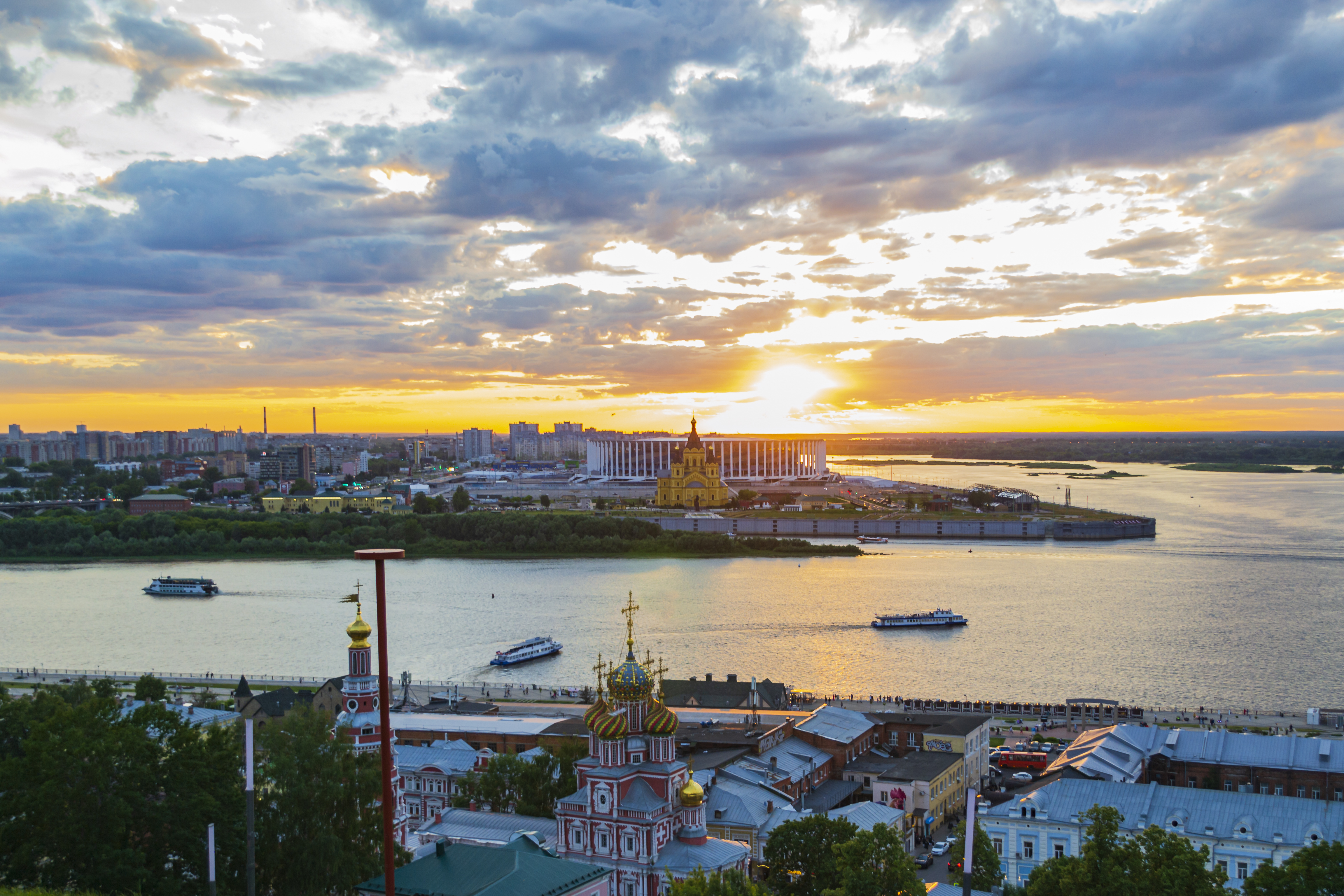
Вид на Заречную часть с Нагорной

Заре́чная (Нижняя) часть Нижнего Новгорода — одна из двух исторических и организационных частей, на которые делится Нижний Новгород, расположенная на левом берегу Оки. Это низинная часть города (в отличие от расположенной на холмах Нагорной), во время весеннего таяния льдов её посёлки часто заливаются водой.
Исторически понятие «Нижний Новгород» относилось только к так называемой «Нагорной» части города, расположенной на холмах между Окой и Волгой. Однако к началу-середине XIX века началось освоение и территорий за Окой: на территории Заречной части располагалась Нижегородская ярмарка, крупнейшая в России, а также в 1862 году был построен Московский вокзал, связавший город с Владимиром и Москвой и многократно увеличивший торговый оборот ярмарки.
Официально в состав Нижнего Новгорода эта территория вошла только после революции. В 1919 году Канавино получило статус города, а Сормово — в 1922 году. Районами города они стали в 1928 году. Первый капитальный мост, Канавинский, связал Заречный и Нагорный районы города в 1933 году.
В 1932 году Заречная часть расширилась благодаря строительству первенца пятилетки — Горьковского автозавода и создания Автозаводского района. С 1941 по 1943 год Автозавод выпускал военную продукцию для фронта, в связи с чем его неоднократно бомбили Люфтваффе. В 1985 году на территории Заречной части города был введён в эксплуатацию Нижегородский метрополитен.
К Заречной части относятся пять районов Нижнего Новгорода: Канавинский, Ленинский, Автозаводский, Сормовский и Московский.
Хотя к настоящему времени различия между двумя составляющими города в этом вопросе несколько сгладились (с развитием новых районов Нагорной части), Заречная часть — основное средоточие спальных районов и промышленных зон города.

## Интересные факты
1. На территории Канавинского района находится уникальная для всей России станция метро, которая является самой большой и имеет четыре пути в одном зале — Московская
2. На территории Канавинского района находится Нижегородская ярмарка.
3. На территории Канавинского района построен стадион для Чемпионата мира по футболу 2018 года.